# Sonicação
Sonicação é o procedimento que utiliza a energia das ondas sonoras, mais comumente o ultra-som, aplicado sobre determinados sistemas químicos.

## Descrição
Nos laboratórios, a sonicação é geralmente aplicada através de um sonicador - um recipiente de água pelo qual se transmitem as ondas sonoras. Dependendo da potência deste, podem alcançar-se altas temperaturas.
Aplicação

Para utilização em diversas áreas e aplicações destacamos as seguintes:
Aplicação Química:
A cavitação acústica acelera reações químicas e físicas, sínteses químicas catalisando reações organometálicas, micro-encapsulação. O ultra-som tem ampla utilidade nesta área e em geral proporciona alto nível de eficiência.
Aplicação Industrial:
Com o auxilio de acessórios específicos pode-se utilizar a sonicação em processos contínuos ou no processamento de grandes volumes. Usado na industria de tintas e pigmentos na dispersão de tinturas. Nas industrias de Biotecnologia, cerâmica química e farmacêutica a sonicação é utilizada na produção de emulsões, vatalisação de reações, extração de componentes e redução do tamanho de partículas.
Aplicação Farmacêutica:
Usado nos departamentos de controle analítico e qualitativo nos departamentos de pesquisa e desenvolvimento na mistura e desgaseificação de amostras e testes de dissolução.
“Liposomes” e ou emulsões são facilmente formadas por micro encapsulação na produção de cremes e loções.
Fáceis de romper:
Escherichia coli,
Células sanguineas,
Vírus do mosaico do fumo,
Pseudomonas e
Protozoários.	
Difíceis de romper:
Streptococcus haemolyticus,
Staphylococcus aureus,
Lactobacillus sp,
Micobacterium sp e
Cabeça de espermatozóides.

## Aplicação
A sonicação auxilia no processo de agitação das partículas contidas neste recipiente, pode ser usada para acelerar a dissolução de determinadas substâncias em um solvente, provê a energia necessária para que uma reação química ocorra e, em aplicações biológicas, pode arrebentar ou desativar vários materiais orgânicos.
Também é capaz de soltar facilmente partículas aderidas às paredes do recipiente como também em objetos de vidro, metais (sem solda), dentre outros, que são mergulhados no sonicador, ou seja, freqüentemente é utilizada para remover a sujeira dos materiais presentes nos laboratórios.

Veja um exemplo de funcionamento: Sonicador de ponteira